# Hetereleotris readerae
Hetereleotris readerae és una espècie de peix de la família dels gòbids i de l'ordre dels perciformes.

## Morfologia
Els mascles poden assolir els 2,4 cm de longitud total.

## Distribució geogràfica
Es troba a l'est d'Austràlia.